# Тимофеев, Пётр Тимофеевич
Пётр Тимофеевич Тимофеев (11 октября 1952, Горловка — 11 февраля 2017, Донецк) — украинский учёный, филолог, фольклорист. 

## Биография
Родился в Горловке. Родители были выходцами из села Торское. Отец — Тимофей Петрович, по национальности русский, кузнец. Мать — Мария Лукьяновна, украинка, работала на хлебокомбинате.
В 1970 году П. Т. Тимофеев поступил на филологический факультет Донецкого национального университета. 
В 1976 году поступил на работу в Донецкий медицинский институт. 
С ноября 1976 по ноябрь 1977 года служил в Советской Армии в Москве. 
В 1985 году окончил стажировку при кафедре литературно-художественной критики и публицистики Московского государственного университета им. М. В. Ломоносова.
С 1980 года и до конца жизни работал в Донецком национальном университете.

## Сфера интересов учёного
Более сорока лет жизни посвятил изучению культуры родного края: собирал фольклор Донбасса, Приазовья (в греческих поселениях Донбасса и Крыма), а также Верхнего Дона и Похопёрья (казачьи хутора и станицы).
Богата и разнопланова сфера интересов учёного. Он писал о природе формульности и вариативности фольклорных жанров, рождённых в рабочей среде Донбасса [1, 2, 7], о поэтике украинских дум, занимался вопросами образности языка легенд, сказок и сказов греков-урумов и греков-румеев [6].
В начале 70-х годов XX века Пётр Тимофеевич осуществил первые экспедиции на Дон, результаты которых позволили в дальнейшем развернуть научное освоение Верхнего Дона.
В это время учёного начинает волновать взаимосвязь истории и культуры народа, содержание традиционного знания, природа словесных форм народного творчества.
Результатом многолетней экспедиционной работы стала книга «Материалы международных студенческих фольклорно-этнографических экспедиций Донецкого национального университета на Верхний Дон» [8].

## Творческий путь
В 1970 г. поступил на филологический факультет Донецкого национального (тогда государственного) университета. В 1975 г. после завершения учебы некоторое время работал учителем русского языка и литературы в Загалецкой средней школе Бородянского района Киевской области. В 1976 г. поступил на работу в Донецкий медицинский институт. С ноября 1976 по ноябрь 1977 г. служил в рядах Советской Армии в Москве.
После демобилизации возвратился в медицинский институт преподавателем кафедры русского языка. С 1980 г. и до последних дней Петр Тимофеевич работал в Донецком национальном университете. Преподавал фольклор, древнерусскую литературу, читал спецкурсы по мифологии, мифопоэтике литературного произведения и авторскому идиостилю русских писателей и поэтов.
Знаменательным событием на пути становления ученого стал выход в 1987 г. в «Молодой гвардии» книги «Добрые дела не исчезают» [1]. Это первое издание текстов устного народного творчества Донбасса, фольклорный сборник народных лирических и шахтерских песен, легенд, частушек, пословиц и поговорок, сказок, записанных Петром Тимофеевым в период с 1980 по 1986 год. Книга была удостоена премии им. А.В. Ионова. Вскоре был подготовлен и увидел свет второй сборник фольклора Донбасса — «Легенды шахтерского края» (1988).
Изучение Петром Тимофеевым позднего песнетворчества рабочих Донбасса отражено в статьях разных лет: «Песенный репертуар рабочих Донбасса 1921-1925 гг.» (1991), «Вариативность и сюжетосложение позднего песнетворчества» (1992), «Принципы жанрообразования в рабочих песнях начала XX века» (1995), «"Нетрадиционные" формулы в поэтике позднего песнетворчества рабочих» (1995), «Традиции песенной лирики XVIII века и городской романс» (1996).
3 декабря 1996 г. в специализированном ученом совете Киевского университета им. Тараса Шевченко Петр Тимофеевич защитил кандидатскую диссертацию на тему «Песенный фольклор рабочей среды Донбасса (на материале записей 20-х гг. XX в.)», в которой исследовал формульную природу вариативности песенного творчества, описал жанрово-тематическое своеобразие шахтерских песен. Многие тексты были опубликованы впервые.
После защиты диссертации Петр Тимофеевич продолжил исследование фольклора Донбасса и издал ряд работ: «Обрядовый и шахтерский фольклор» (2000), «Шахтерский фольклор» (2001), «Шахтерские частушки» (2001), «Шахтер — чемпион! Из фольклора болельщиков “Шахтера”» (2003), «Донецкий игровой фольклор Донбасса в современной записи П. Т. Тимофеева и Т. А. Ерохиной (июнь — август 2004 года)» (2005), «Протекших дней очарованье… (сказки, песни, частушки, присловья Донбасса, записанные Петром Тимофеевым)» (2008) [7].
Петру Тимофеевичу также принадлежат исследования украинского фольклора: «Структурний аспект дослідження українського героїчного епосу» (1999), «Сучасна текстологія українського епосу» (2000), «Автограф статтi “Українське кобзарство” Дмитра Яворницького» (2001), «Частиномовний словник українських духовних віршів (псальмів) » (2002), «Частиномовний словник українських голосінь» (2002), «Імпровізація та новотворення кобзаря М. Кравченко» (2002) и др. Объектом исследования в докторской (к сожалению, не защищенной) диссертации талантливого ученого стали структурные особенности жанра дум, вопросы текстологии украинского эпоса.
Немаловажное место в научной деятельности Петра Тимофеевича занимали исследования культуры греков-урумов и греков-румеев. Приазовские греки, сохранившие родной язык, их культура и традиции интересовали ученого в продолжение всей жизни. Промежуточным итогом работы стало издание монографии «Старая Ласпа: поэтические традиции народной культуры греков-урумов» [6], получившей множество наград, в том числе и международных.
Донской край и его культура становятся центральной темой работ ученого: «Эпическая традиция на Верхнем Дону» (1999), «Традиция устная и письменная» (2000), «Фольклорные традиции бассейна реки Хопёр» (2001), «Очерки истории Донского края» (2001) и др. Многие годы Петр Тимофеевич посвятил полевой работе, внес значительный вклад в полевое и теоретическое изучение фольклора и народной культуры Донского края.
Уникальной является книга П. Т. Тимофеева «Хопёр: история, быт, культура» [3], изданная в Калининграде в 1998 г., иллюстрированная известным художником С. А. Гавриляченко. Впервые в отечественной фольклористике рассматривается традиционный уклад жизни, поэтическая культура верхового казачества бассейна реки Хопёр.
В 2013 г. вышла в свет коллективная монография под общей редакцией Петра Тимофеевича Тимофеева «Материалы международных студенческих фольклорно-этнографических экспедиций Донецкого национального университета на Верхний Дон (Волгоградская и Ростовская области: 2001, 2003, 2005–2007, 2010–2012 гг.)» [8]. Книга содержит уникальные записи фольклорных текстов, представленные по тематическому принципу: донская свадьба, демонология, суеверия и приметы, заговорные формы, снотолковательная традиция, а также песенное наследие станиц Верхнего Дона.
В 2013 г. Петр Тимофеевич в соавторстве с магистрантом Ксенией Журавель издает книгу «Родословная семьи Дебелых» [9] — единственное в своем роде историко-филологическое генеалогическое исследование.
Основным направлением работы последних лет жизни ученого стали культурные ландшафты станиц Верхнего Дона и храмовое строительство на Дону. По этим темам велась обширная работа в архивах Москвы и Санкт-Петербурга, Ростовской и Волгоградской областей.

## Список основных работ учёного
1. Добрые дела не исчезают : Фольклор. сб. / Под ред. Пётр Тимофеев; [Худож. В. Юдин]. – М. : Молодая гвардия, 1987. – 142 с.
2. Тимофеев П.Т. Песенный фольклор рабочей среды Донбасса (на материале записей 20-х гг. XX ст.) / Диссертация на соискание ученой степени кандидата филологических наук по специальности 10.01.07. - фольклористика. Киевский университет имени Тараса Шевченко. Киев, 1996.
3. Тимофеев П.Т. Хопёр: история, быт, культура / П.Т. Тимофеев; [Худож. С. Гавриляченко]. – Калининград : Янтарный сказ, 1998. – 222 с.
4. Тимофеев П.Т. Эпическая традиция на Верхнем Дону / П.Т. Тимофеев // Возникновение казачества и становление казачьей культуры / Сб. научных работ. – Ростов-на-Дону: Издательство Ростовского госуниверситета, 1999. – С.29-31.
5. Тимофеев П.Т. Фольклорные традиции бассейна реки Хопёр / П.Т. Тимофеев // Филологические исследования / Сб. научн. трудов. Вып. 2. – Донецк: Юго-Восток, 2000. – С.147-155.
6. Тимофеев П.Т. Старая Ласпа: поэтические традиции народной культуры греков-урумов. Исследование, тексты, приложение / П.Т. Тимофеев, И.В. Пуды; Донецкий национальный университет. – Донецк : ООО "Юго-Восток, Лтд", 2005. – 116 с.
7. Протекших дней очарованье…: сказки, песни, частушки, присловья Донбасса, записанные Петром Тимофеевым / [сост., авт. вступ. ст., подгот. текстов, слов. П.Т. Тимофеева]. – Донецк: Донбасс, 2008. – 219 с. 
8. Материалы международных студенческих фольклорно-этнографических экспедиций Донецкого национального университета на Верхний Дон (Волгоградская и Ростовская области: 2001, 2003, 2005-2007, 2010-2012 гг.): монография / [П.Т. Тимофеев и др.]; под общ. ред. П.Т. Тимофеева; Донец. нац. ун-т. – Донецк: Юго-Восток, 2013. – 383 с.
9. Тимофеев П.Т. Родословная семьи Дебелых / П. Т. Тимофеев, К. С. Журавель. − Донецк : Юго-Восток , 2013 – 222 с.